# Spragueanella
Genre
Spragueanella est un genre de plantes de la famille des Loranthaceae. Il doit son nom au botaniste écossais Thomas Archibald Sprague.

## Liste d'espèces
Selon Catalogue of Life (7 août 2017) :
- Spragueanella curta D. Wiens & R.M. Polhill
- Spragueanella rhamnifolia (Engl.) Balle

Selon NCBI (7 août 2017) :
- Spragueanella rhamnifolia

Selon The Plant List (7 août 2017) :
- Spragueanella curta Wiens & Polhill
- Spragueanella rhamnifolia (Engl.) Balle

Selon Tropicos (7 août 2017) (Attention liste brute contenant possiblement des synonymes) :
- Spragueanella curta Wiens & Polhill
- Spragueanella rhamnifolia (Engl.) Balle